# Ян Муха
Ян Муха словац. Ján Mucha, * 5 грудня 1985, Бела-над-Цірохою, Словаччина) — колишній словацький футболіст, воротар.

## Біографія

### Клубна кар'єра
Ян Муха розпочав свої футбольні кроки в місцевій командіселища Бела-над-Цірохою (TJ Slovan Belá nad Cirochou), згодом перейшов до (MŠK Snina), де його й запримітили столичні фахівці, й з 2000 року він дебютував за титуловану команду Словаччини «Інтер» (Братислава), проте до основної команди не потрапив, а виступав в нижчому класі. Згодом йому вдалося підписати контракт з іншою командою Словацької футбольної ліги, це була «Жиліна», в якій він провів два сезони другим воротарем, але це були найвдаліші роки, адже його команда двічі вигравала Цорґонь лігу та Кубок Словаччини. А з 2005 року Ян перейшов до відомої та титулованої команди столиці Польщі — «Легії», з якою добився перемоги в Екстраклясі польського футболу в сезоні 2005–2006 а також ще по разу вигравав Кубок Польщі та футбольний Супер Кубок Польщі.
Англійські футбольні скаути запримітили цього словацького воротаря, тому вже в сезоні 2010–2011 розпочав у Прем'єр-лізі Англії, підписавши контракт з ліверпульським «Евертоном». Проте стати гравцем основного складу ліверпульського клубу словаку не вдалося. Провівши три сезони в Англії, Муха лише двічі виходив на поле в іграх Прем'єр-ліги.
Влітку 2013 року контракт воротаря з «Евертоном» закінчився і він на правах вільного агента став гравцем російського клубу «Крила Рад» (Самара). У новому клубі також не став основним воротарем, тож на початку 2015 року був відданий в оренду до тульського «Арсенала».

### Збірна
Ян Муха дебютував 6 лютого 2008 року у товариському матчі проти збірної Угорщини.

## Досягнення
- Чемпіон Словаччини (1):

«Жиліна»: 2002-03, 2003-04
- Володар Суперкубка Словаччини (2):

«Жиліна»: 2003, 2004
- Чемпіон Польщі (1):

«Легія» (Варшава): 2005-06
- Володар Кубка Польщі (1):

«Легія» (Варшава): 2007-08
- Володар Суперкубка Польщі (1):

«Легія» (Варшава): 2008